# Lars O. Meling
Lars Olai Meling, född 8 maj 1876 i Haugesund, död 12 maj 1951, var en norsk skeppsredare och politiker. 
Meling var verksam i Haugesund, där han var ledamot av bystyret flera perioder och var dess ordförande 1917. Han tillhörde Venstre, var 1922–24 stortingsmannasuppleant (varamann) samt stortingsman 1925–27 och 1937–45 för Vest-Agder och Rogaland fylke. Han var 1924–26 och 1933–35 handelsminister i Johan Ludwig Mowinckels ministärer.